# Ząbrowo (Stare Pole)
Ząbrowo (Duits: Sommerau) is een plaats in het Poolse woiwodschap Pommeren, in het district Malborski. De plaats maakt deel uit van de gemeente Stare Pole en telt 423 inwoners.